# Asolene
Asolene es un género de caracoles de agua dulce con un opérculo, perteneciente al grupo de los gastrópodos de la familia Ampullariidae. Al igual que otros miembros de la familia  Ampullariidae se los denomina popularmente como caracoles manzana.
La distribución del género Asolene incluye América del Sur.

## Especies
Hay siete especies descriptas pertenecientes al género Asolene dichas especies son:

### SubgéneroAsolene
- Asolene petiti (Crosse, 1891)[2]
- Asolene platae (Maton, 1809) - especie tipo[2]
- Asolene pulchella (Anton, 1839)[2]
- Asolene spixi (d'Orbigny, 1837)[2]

### SubgéneroPomellaGray, 1847[5]
- Asolene americana (v. Ihering, 1919)[2]
- Asolene fairchildy (Clench, 1933)[2]
- Asolene megastoma (Sowerby, 1825)[2]